# Poezia persană

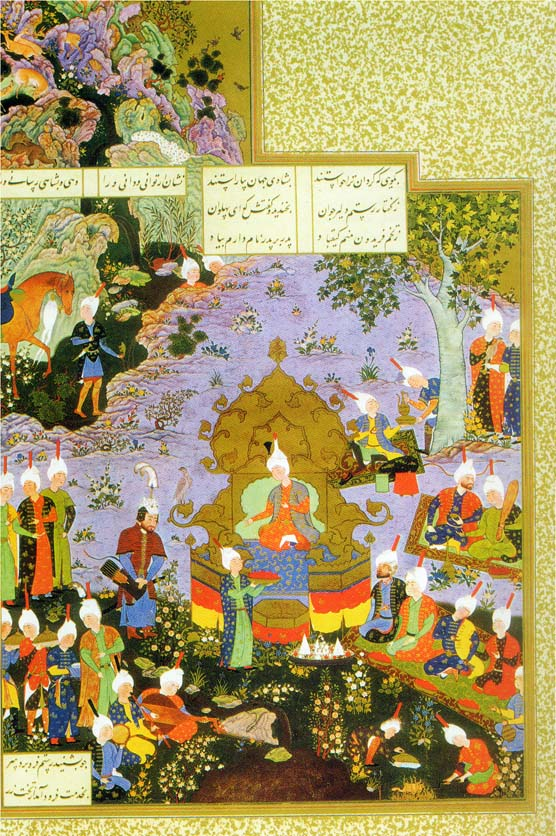
Rustam îl găsește pe Kay Qubad, miniatură din Shahnameh-ul lui Shah Tahmasp

Literatura persană (persană: ادبیات فارسی) este una dintre cele mai vechi literaturi din lume. Istoria ei se întinde pe două milenii și jumătate, deși mare parte din materialul pre-islamic a fost pierdut. Sursele sale au fost în Persia istorică, inclusiv în Iranul de astăzi, Irak și zona Caucazului, precum și regiuni din Asia Centrală, unde limba persană a fost istoric, limba națională. De exemplu, Molana (Rumi), unul dintre poeți cei mai iubiți în Persia, născut în Balch sau Vakhsh⁠(d) (în ceea ce este acum Afganistan sau Tadjikistan), a scris în persană, și a trăit în Konya, apoi în capitala Marelui Imperiu Selgiuc, Nișapur.
,,Fără nicio îndoială, nicio altă formă de artă nu era atât de iubită precum poezia în Iran. Se poate spune că ea era arta supremă a culturii iraniene, expresia cea mai înaltă, cea mai rafinată, cea mai plină de strălucire a geniului iranian din totdeauna. Impactul său asupra literaturilor lumii, prin multitudinea de traduceri, s-a produs nu numai la nivel de formă - a se vedea gazelul, catrenul, etc. - ci și la nivel ideatic, fiind preluate  teme ce țin de o anume viziune asupra lumii, de cunoașterea fină a regulilor care o guvernează, de căutare a divinității, de celebrare a vieții ale cărei neajunsuri sunt privite cu înțelepciune, de o filosofie ce îl descătușează pe om din deșertăciunile lumii, ducându-l spre esență”
,, În epoca reformatorului vechii religii, Zoroastru ( sau Zarathustra: 660-583 sau
630-553 ), credințele religioase străvechi iraniene au fost strânse într-o
operă, importantă pentru istoria culturii, numită Avesta. După căderea țării sub dominația - succesiv - arabă, turcă
și mongolă, instituindu-se un regim de tip feudal asiatic, la curțile feudale
se dezvoltă o literatură predominantă de spiritul, ideologia, gusturile vieții
de curte. ”

## Poeți

### Baba Taher
,, Baba Taher⁠(d) din Hamadan, zis  despuiatul
, a fost unul din primii poeți persani, care a precedat șirul geniilor poetice persane ca Ferdousi, Nizami, Omar Khayyam, Rumi, Attar, Saadi, Hafez și Djami. A fost
unul dintre primii poeți care a folosit rubaiul,  catrenul persan monorimat, cu
excepția versului al treilea, rima fiind de obicei urmată de radif, cuvântul
sau grupul de cuvinte ce se repetă, menit să adâncească semnificația versului
respectiv. Despre poet se știe că a trăit de-a lungul celei de-a doua jumătăți
a secolului al X-lea și în prima jumătate a secolului al XI-lea. A fost
înmormântat în orașul Hamadan. În rest, doar legende, din care una ar trebui
menționată.
Se spune că poetul a
dus o viață de derviș rătăcitor ( cum reiese din unele catrene ) și că odată,
vizitând o madrasa ( școală religioasă de pe lângă o moschee ), a rămas
surprins că nu înțelege nimic din ce se predă acolo. A cerut elevilor o
explicație. A fost luat în râs și sfătuit să se scalde în bazinul școlii ca
să-i vină mintea la cap. A urmat întocmai sfatul și, deși era în miez de iarnă,
s-a dezbrăcat și s-a azvârlit în apa bazinului. A înotat puțin și apoi a
revenit gol în dormitorul școlii, unde s-a culcat. A doua zi, participând la
curusri, a dat dovadă că poate pătrunde cele mai subtile probleme religioase.
Cu acest prilej a exclamat: ,, M-am
culcat kurd și m-am trezit arab ”, adică dintr-un simplu țăran kurd a
devenit un cunoscător al învățăturilor religioase, predate pe atunci în arabă.
Poate că de pe urma acestei întâmplări i se trage și porecla  despuiatul
.
Până acum vreo 70 de ani se credea că Baba Taher a
scris doar vreo 80 de catrene în dialectul
kurd lur, vorbit în provincia Luristan. Apoi i s-au atribuit încă vreo 200
de catrene, compuse tot în dialectul lur.
Poezia lui se bucură azi, cum s-a bucurat un întreg mileniu, de-o mare
popularitate în rândul vorbitorilor de limbă persană. Este unul dintre marii creatori ai catrenului mistic persan.
Caracteristica sa inconfundabilă, care-l situează în rândul marilor poeți persani, este exprimarea simplă, directă și
dramatică a unei religiozități pure și a unei zbuciumate trăiri interioare.
1.(1) Ferice de acei ce vin să Te
privească,
Să stea mereu în preajma Ta și să-Ți
vorbească!
Cum n-am putința de-a mă duce să Te văd,
Plec
să-i privesc pe cei ce pot să Te privească.
2.(2)Fără
Tine, nicio floare să nu prindă viață!
Și de-o prinde,
nimeni să nu soarbă-a ei dulceață!
Fără
Tine, de-ar începe inima-mi să râdă,
Nimeni
să nu vrea să-i șteargă sângerânda față! ...
42.(52) O faclă sunt, plângând cu lacrime de foc.
La fel plâng inimile fără de noroc.
De dorul Tău ard noaptea, ziua-ntreagă
gem.
Acest e-al zilelor și-al nopților soroc.
44.(54) În doliu-s de când mi Te-ai smuls vederii.
De-atunci port numai straiele durerii.
Purced din Tine ca din soare zorii,
De-acum și pân-la Ziua Învierii.
46.(56) Moartea e o boală care n-are leac.
Regi și sfetnici la poruncă-i fac pe
plac.
Împărații ce mai ieri prădau orașe
Astăzi pradă viermilor sub glie zac. 

### Ferdusi
,, Primul moment literar persan de importanță mondială este marcat de
poetul Ferdusi ( cca 934 - cca 1021). Opera sa de mare întindere, Sah-name ( Cartea regilor ), cu peste o sută de mii de versuri, este o
grandioasă reconstituire a întregului trecut, real sau legendar, al poporului
persan. Epopeea începe pe un ton solemn:
,,
 Scris-am
ritm și rime, stihuri mii o sută douăzeci,
Șahii
de odinioară zugrăvindu-mi-i pe veci.
Zugrăvii
armuri și zale, ipingele ostășești,
Scuturi,
paloșe, pumnale, arcurile-împărătești,
lănci și prăștii și arcane și-aripatele
săgeți, 
șesuri,
văi, poduri, oceane și cetăți și călăreți,
zugrăvii
dușmanii noștri.  Pe prieteni zugrăvii
Zugrăvii
toți șahii, prinții duși în lumea celor vii
Slava lor e colb... Mormântul
li-i tăcut, tăceri se cern.
Din morminte înviară doar prin versul meu
etern...”
Materia operei o constituie luptele, duelurile,
scenele de vânătoare, de ospețe, de petreceri, dar și scenele de dragoste, de
un lirism neîntrecut. În special însă scenele de război sunt cele care dau
epopeii o forță și o grandoare incomparabile.”

### Omar Khayyam
,, Omar Khayyam ( 1048-1131) s-a născut la Nișapur, capitala
Khorassanului, ca fiu al unui țesător de corturi, de unde i se trage numele,
Khayyam denumind o persoană cu un astfel de meșteșug. Anul exact al nașterii a
fost stabilit abia în 1941, după un horoscop verificat ulterior de specialiști.
Perioada în care atrăit Omar Khayyam a fost cea a dominației selgiucide, unul
dintre sultanii selgiucizi însărcinându-l chiar cu reformarea calendarului,
pentru a-l pune în conformitate cu cele mai precise date astronomice. Faptul
denotă celebritatea la care ajunsese încă de tânăr, datorită contribuțiilor
sale în domeniul matematicii și astronomiei. S e pare că acest fapt este singurul
eveniment consemnat cu certitudine din viața sa.
Contemporanii săi îl
apreciază drept un mare savant, filosof și exponent al învățăturii grecești,
dar niciunul nu se referă la el ca poet. Prima referire la Omar Khayyam, ca
poet, provine de la o compilație arabă, scrisă pe la 1176, el fiind considerat
unul dintre poeții Khorassanului, om fără egal în vremea sa în domeniul
astronomiei și filosofiei. Într-o istorie a filosofiei, compusă pe la 1221,
este prezentat drept ca un adept al culturii și științei grecești, dar și autor
al unor versuri ,, pline de erezii”.
Prima traducere a
robaiurilor lui Omar Khayyam, de fapt o prelucrare liberă după textul original,
a fost făcută de Edward FitzGerald⁠(d) și a apărut în Anglia, în 1859. Au urmat
numeroase alte ediții, stârnind nu numai un larg ecou public, dar și interesul
cercetătorilor, care s-au preocupat să descopere noi manuscrise khayyamiene. În
noile manuscrise numărul catrenelor a început să varieze de la 150 la 450,
nesiguranța autenticității crescând într-atât, încât s-a ajuns până la negarea
totală a paternității lui Omar Khayyam. Disputa în jurul autenticității lor
continuă și astăzi.                             
Rubaiurile
Înțeleptului Khayyam ( din ediția îngrijită de J.B. Nicolas , Paris, 1867 )
În numele lui Allah, cel
milostiv și îndurător!
I.  Un
glas veni din crâșmă-n faptul dimineții:
,,   Bețiv zăluf, mai șui ca toți petrecăreții,
,,   hai, scoală-te și umple-ne cu vin pocalul,
nainte de-a se fi umplut pocalul vieții! ”
,, Poezia persană, bogată în teme și orientări,
este străbătută, de la un capăt la altul, de spiritul sufit, acea înaltă
expresie a sufletelor îmbătate de dragoste divină. Așadar, nu întâmplător tema vinului, ca băutură paradisiacă așa
cum este descris în Coran, și a beției, ca stare de efuziune a celui ce se
apropie de divinitate este prezentă la tot pasul în marea simfonie poetică
persană. Chiar și acolo unde interpretarea lasă loc echivocului, fiorul mistic
se face simțit. Faptul că vinul material este interzis de către Legea islamică
accentuează și mai mult acest simbolism prezent în literatură. Tema vinului își are rădăcini
adânci în tradiția iraniană, având în vedere că vechii persani venerau vinul și
chiar îl divinizau sub numele de Haoma ( inițial, numele unei băuturi mitice
care conferea nemurirea, destinată zeilor și celor aleși - precum ambrozia la
greci - cu aceeași funcție ca Soma la indieni ). Acest cult persan al vinului
are drept similitudine în Europa precreștină, cultul lui Dionysos la greci, cultul
lui Bachus la romani. Așadar, după islamizarea persanilor, acest cult al
vinului va transpare, sublimat, doar ca esență, în zona misticii grație și
descrierii oferite de Coran. Vinul
înseamnă dragoste și bucurie. Adevărații credincioși sunt beți de vinul
dragostei divine. Vinul îl eliberează pe băutor de cătușele legalismului și ale
convențiilor, căci el este, în calitatea sa de băutură paradisiacă, o emanație
divină care iradiază din formă în formă, un simbol al dragostei supreme care se
manifestă în creație: beția înseamnă uitarea a tot ceea ce nu este Dumnezeu.” 
,, 7. Când voi muri, cu vin curat spălați-mă!
Slăvind în rugă vinul,
îngropați-mă!
De Ziua Judecății, căutați-mă!
Și-atunci
din praful crâșmei adunați-mă!
8. Cum nimeni nu-i chezașul
zilelor de rând,
Slăvind în rugă vinul,
îngropați-mă!
De Ziua Judecății, căutați-mă!
Și-atunci din praful crâșmei adunați-mă!
9. Îndrăgostitul, beat și
zădărit- să fie!
Vrăjit și scos din minți și ocărât- să fie!
Când suntem treji, orice stârnește suferință.
Când suntem beți, ,, ce-o fi
n-are decât să fie! ”
,, În aceste micropoeme întâlnim des motivul bahic, dar totdeauna umbrit de
melancolii, tristeți, dezamăgiri, de un scepticism și de un pesimism agravat de
spectacolul unei vieți frivole, egoiste, nedrepte. Iată două din aceste catrene
( ,, rubaiate ” ):
Cerul ce m-alungă astăzi ca și mîine?
De-ar
avea și pietre-ar da ca după câine.
Pentru-un pic de
apă - șalele frîng,
Merg hoinar pe
drumuri - pentru coji de pâine.
*
Am venit pe lume - mai bogată-i
ea?
Voi pleca din lume
- pierderea - o fi grea?
Vai, cine-mi va
spune pentru ce din pulberi
m-am iscat, și-n pulberi mă voi spulbera…? ”
,, 205. Când sunt cu draga mea,
dac-am și-un vin - e foarte bine!
Când sufăr, dacă lacrimile-mi
vin - e foarte bine!
Cum nu vom dăinui prea mult
în lumea cea spurcată,
să stai în lumea asta beat
deplin - e cel mai bine! ”
,, O altă temă predilectă este cea a suferinței profunde pricinuită de
așteptarea întoarcerii la Dumnezeu, de dragostea mistuitoare a sufletului de a
se aneantiza în El precum în celebra
legendă a privighetorii și a trandafirului, legendă ce va domina nu numai
literatura, dar și celelalte arte înflorite pe meleagurile iraniene, trecând,
apoi, în cele mai diverse culturi ale lumii. Pentru frumusețea sa emoțională,
ne-am oprit asupra uneia dintre variantele acestei legende.
Privighetoarea - care în acele timpuri de început era
mută - se îndrăgosti de trandafir care, pe atunci, era de culoare azurie,
datorită frumuseții sale fără seamăn. Cu sfială, se apropie de el, însă fiind
lipsită de glas, nu izbuti    să-i
întoarcă binețea cu care trandafirul o întâmpină. Înfuriat până peste poate,
acesta nu mai vru să-i vorbească deloc din acea clipă. Copleșită de mâhnire, cu
inima frântă, privighetoarea se retrase într-un cotlon al grădinii de unde
înălță către Creatorul tuturor o rugă arzătoare, cerându-i să o înzestreze cu
glas. În marea sa milostivire, Creatorul îi hărăzi cel mai frumos glas din
lume. Cu încredere, privighetoarea se întoarse la trandafir și îi înălță cele
mai emoționante triluri de dragoste care au putut fi auzite vreodată pe pământ,
însă semețul trandafir rămase neclintit. Zdrobită de durere, privighetoarea se
retrase în ascunzișul ei. Peste noapte trandafirul fu cuprins de remușcări
pentru purtarea sa crudă și îl podidiră lacrimile. În zori, când privighetoarea
îl văzu plin de lacrimi, se repezi și-l îmbrățișă. Atunci un spin îi străpunse
inima, ucigând-o, iar sângele său coloră trandafirul în roșu...”

### Saadi
,, În secolul al XIII-lea, poetul reprezentativ
și devenit, de asemenea, poet de mare circulație universală, este Saadi .”
,, Marele poet persan Saadi, pe adevăratul său nume Abu
Abdullah Mușarrif ben Muslih, s-a născut la Shiraz în 1213 (?). Și-a desăvârșit studiile la Universitatea Nizamiyyah
din Bagdad și apoi a călătorit prin țările lumii islamice și chiar dincolo de
hotarele ei. A revenit la Șiraz în 1256-1257, unde a și murit în 1292.
Pe lângă producții pur lirice, însumând sute de
gazeluri și catrene, opera lui Saadi
cuprinde două vaste culegeri de un pronunțat caracter moralizator: Golestan (Grădina florilor ) și Bustan
( Livada ). ”
,, În cele două capodopere ale sale: Bustan ( Livada cu fructe ) și, mai ales, Golestan ( Grădina florilor
) găsim elemente autobiografice și un ton de simplitate și naturalețe care i-au
asigurat poetului o popularitate imensă.”
,, Golestan, care s-a bucurat de
o mai mare popularitate în Europa, începând să fie tradus încă din secolul al
XVII-lea, e alcătuit din versuri, dar și din proză ritmată și adeseori rimată.
Volumul e compus din opt capitole, primul despre
regi, al doilea despre derviși, al treilea despre cumpătare, al patrulea despre
foloasele tăcerii, al cincilea despre dragoste și tinerețe, al șaselea despre
bătrânețe, al șaptelea despre educație și al optulea despre comportarea în
societate. ”
,, Grădina florilor este o suită
de povestiri în proză, întrerupte din loc în loc de părți în versuri, în care
poetul notează aforisme, sfaturi practice sau precepte morale, precum și
considerații critice asupra oamenilor și stărilor de lucruri din timpul său:
,,
Unul huzurește, celălalt grijă poartă;
                                                Unul e ferice, altu-i
frânt de soartă.
                                                Unu-i în cocioabă,
altu-n mândre case;
                                                Unul e în zdrențe,
celălalt în mătase.
                                                Unu-ntinde blidul,
altu-i bogătan;
                                                Unul duce lipsuri,
celălalt e tiran.
                                                Unul are-avere- pungi de galbeni, mii;
                                                Celălalt
n-are pâine pentru-atâția copii! 
,,
Capitolul VIII
                                                Despre comportarea în
societate
                                                Averea-i dată ca să
duci un trai tihnit, dar viața n-a fost dată ca s-aduni la nesfârșit.
                                                Un înțelept fost-a-ntrebat: ,, Cine-i mai
ferice-n lume ?
Și nefericitul cine e anume ? ” El răspuns-a: ,, Ferice e acel care
se-nfruntă și care-a semănat,
pe când
nefericitul moare fără să se fi-nfruptat. ”
                                                Arabul
spune: „Dăruiește fără să pretinzi nimic și fi-vei sigur în câștig”! ”
,, Culegerea Bustan, este divizată
în zece capitole. Deși mai puțin cunoscut, Bustan
are o mare valoare poetică, fiind scris numai în versuri. 
Capitolul I
Despre dreptate, guvernare și prevedere
S-a spus de-un om destoinic și sărman
c-ar fi jignit cândva pe un sultan.
Ce adevăr i-o fi ieșit din gură,
de a stârnit în rege-atâta ură,
că omul fu zvârlit în închisoare?
Așa-ți vădește forța cel mai tare. 
Capitolul X
Rugăciuni și încheierea cărții
Din inimă să ridicăm azi mâna,
Căci mâine n-o va mai lăsa țărâna.
În toamnă, nu privi înspre copac:
de frunze și de poame e sărac....
Precum crengi goale, mâinile-nălțăm, Stăpâne,
Căci desfrunziți prea mult  noi nu putem rămâne. ”
,, Saadi
a cântat, de asemenea, și natura, și dragostea, folosind forma fixă a gazelului

### Hafez
,, Poetul care adus gazelul la culmi de
perfecțiune neatinse de alții a fost Hafez ( secolul al XIV-lea).”
,, Despre viața celui mai mare poet liric persan, Șamsoddin Mohammad,
supranumit și Hafez ( cunoscător pe
dinafară al Coranului ), se cunosc puține date. S-a născut și a trăit la Shiraz
între 1325 și 1390; a început să scrie de timpuriu, cîștigând o notorietate
care avea să crească neîncetat.
Opera lui poetică se
compune din cinci sute de gazeluri, o sută de catrene și câteva poeme în
distihuri. Gazelul, poezie lirică în distihuri, ale căror monorime sunt
distribuite astfel: versurile primului distih rimează între ele, aceeași rimă
păstrându-se în al doilea vers al celorlalte distihuri, primul vers rămânând
nerimat. Gazelul apare în cadrul poeziei lirice persane în secolul al X-lea,
reflectând caracteristicile acesteia.
Blamul religios adus
poeziei de către religia islamică se manifesta prin susținerea că poezia este o
modalitate de a falsifica realitatea și de a-l duce pe om pe calea desfrâului.
Ca reacție împotriva acestei blamări nedrepte, poetul se va simți obligat, în
chip paradoxal, s-o confirme, lăudând necredința, exaltând templul păgân,
simbolizând taverna, identificându-l pe conducătorul magilor cu cârciumarul,
exaltând frumusețea femeii și a efebului, apreciind îndeletnicirea
paharnicului. Ulterior, sub influența sufismului, poezia sa va suferi influențe
mistice, dar care nu vor duce la înlăturarea caracteristicilor expuse mai sus,
ci la o îmbinare cu ele, creându-se astfel o poezie erotico-bahico-mistică,
căreia i se vor adăuga și alte motive poetice.
Originalitatea poeziei lui Hafez constă în multitudinea temelor abordate. ,, În poezia lui Hafez găsim pe de o parte
filonul identificării poeziei erotice cu cea mistică și, pe de altă parte, păstrarea
tradiției poeziei culte, bazate pe retorica scolastică. Hafez, cu deplină libertate artistică, stăpânește întregul
complex  formal al acestor două tendințe
și creează propria sa formă, în care conținutul contrastant al poeziei profane
și al celei mistice se îmbină într-un tot stilistic .” ( H.H. Schaeder ) ”
,, Dragostea, natura,prietenia, vinul, bucuria de viață-acestea sunt temele
poeziei lui Hafez.  Nici o umbră de vulgaritate nu găsim în poezia
lui Hafez. Ceea ce urmărește poetul
sunt satisfacțiile morale, bucuriile spirituale, și singurul drum care duce
spre toate: dragostea. Nici în
momentele sale cele mai depresive Hafez
nu atinge nici pe departe limitele pesimismului lui Khayyam.
Caracteristic poeziei lui Hafez este optimismul în general, luminozitatea, sinceritatea,
spontaneitatea și o deosebită eleganță a stilului. ”
,, GAZELURI
                                                1(4) Paharnice, fă-mi
vinul din pocal făclia mea!
                                                Cobzare, cântă-mi,
vreau s-am lumea în sclavia mea!
                                                În cupă văd răsfrânta
față ce mi-e dragă.
                                                Voi nu știți ce
plăceri mi-aduce-acum beția mea.
                                                Nu moare cel care din
dragoste trăiește.
                                                În cartea
lumii-nscrisă-a fost statornicia mea.
Cum ochii dragi socot beția
că-i frumoasă,
                                                Azi,
hățurile vieții le-a luat beția mea. ”
,, Acești poeți persani se regăsesc în
literatura universală, în universalitate. În receptarea fenomenului literar,
studiul literaturii universale imprimă viziune largă, perspectivă, putere de
asociere, discernământ, profunzime, facilitând înțelegerea mesajului larg
umanist al creațiilor literare majore. Cunoașterea literaturii universale
subliniază conștiința unității de cultură în diversitate, a lumii și voința
comună a popoarelor de a conlucra permanent la sporirea valorilor comune ale
umanității. ” 